# Decálogo del perfecto cuentista
El Decálogo del perfecto cuentista es un ensayo del escritor uruguayo Horacio Quiroga, publicado por primera vez en la revista bonaerense Babel, en julio de 1927.
Se trata de uno de los textos teóricos de Quiroga más conocidos, en el que presenta, a modo de decálogo, una serie de instrucciones destinadas a jóvenes escritores.

## El decálogo
En el decálogo Quiroga deja claras sus principales influencias literarias —Edgar Allan Poe, Guy de Maupassant, Rudyard Kipling, Antón Chéjov—, así como también algunas pautas que definirían su estilo.
En forma sintética, el decálogo expresa:

I. Cree en un maestro —Poe, Maupassant, Kipling, Chejov— como en Dios mismo.

II. Cree que su arte es una cima inaccesible. No sueñes en domarla. Cuando puedas hacerlo, lo conseguirás sin saberlo tú mismo.
III. Resiste cuanto puedas a la imitación, pero imita si el influjo es demasiado fuerte. Más que ninguna otra cosa, el desarrollo de la personalidad es una larga paciencia.
IV. Ten fe ciega no en tu capacidad para el triunfo, sino en el ardor con que lo deseas. Ama a tu arte como a tu novia, dándole todo tu corazón.
V. No empieces a escribir sin saber desde la primera palabra adónde vas. En un cuento bien logrado, las tres primeras líneas tienen casi la importancia de las tres últimas.
VI. Si quieres expresar con exactitud esta circunstancia: "Desde el río soplaba el viento frío", no hay en lengua humana más palabras que las apuntadas para expresarla. Una vez dueño de tus palabras, no te preocupes de observar si son entre sí consonantes o asonantes.
VII. No adjetives sin necesidad. Inútiles serán cuantas colas de color adhieras a un sustantivo débil. Si hallas el que es preciso, él solo tendrá un color incomparable. Pero hay que hallarlo.
VIII. Toma a tus personajes de la mano y llévalos firmemente hasta el final, sin ver otra cosa que el camino que les trazaste. No te distraigas viendo tú lo que ellos pueden o no les importa ver. No abuses del lector. Un cuento es una novela depurada de ripios. Ten esto por una verdad absoluta, aunque no lo sea.
IX. No escribas bajo el imperio de la emoción. Déjala morir, y evócala luego. Si eres capaz entonces de revivirla tal cual fue, has llegado en arte a la mitad del camino.

X. No pienses en tus amigos al escribir, ni en la impresión que hará tu historia. Cuenta como si tu relato no tuviera interés más que para el pequeño ambiente de tus personajes, de los que pudiste haber sido uno. No de otro modo se obtiene la vida del cuento.

## Otros datos
En 1968 la escritora argentina Silvina Bullrich publicó su «Refutación del 'Decálogo del perfecto cuentista' de Horacio Quiroga».